# Phytodietus tauricus
Phytodietus tauricus là một loài tò vò trong họ Ichneumonidae.